# Полигенные болезни
Полигенные болезни (ранее — заболевания с наследственной предрасположенностью) обусловлены как наследственными факторами, так и, в значительной степени, факторами внешней среды. Кроме того, они связаны с действием многих генов, поэтому их называют также мультифакториальными.
К наиболее часто встречающимся мультифакториальным болезням относятся: ревматоидный артрит, ишемическая болезнь сердца, гипертоническая и язвенная болезни, цирроз печени, сахарный диабет, бронхиальная астма, псориаз, шизофрения и др.
- Полигенные заболевания тесно связаны с врождёнными дефектами метаболизма, часть из которых может проявляться в виде метаболических заболеваний.

## Распространение полигенных наследственных заболеваний
Эта группа болезней в настоящее время составляет 92 % от общего числа наследственных патологий человека. С возрастом частота заболеваний возрастает. В детском возрасте процент больных составляет не менее 10 %, а в пожилом — 25-30 %.
Распространение мультифакториальных болезней в разных популяциях человека может значительно варьировать, что связано с различием генетических и средовых факторов. В результате генетических процессов, происходящих в человеческих популяциях (отбор, мутации, миграции, дрейф генов), частота генов, определяющих наследственную предрасположенность, может возрастать или уменьшаться вплоть до полной их элиминации.

## Особенности полигенных болезней
Клиническая картина и тяжесть течения мультифакториальных болезней человека в зависимости от пола и возраста очень различны. Вместе с тем, при всем их разнообразии, выделяют следующие общие особенности:
- Высокая частота заболеваний в популяции. Так, шизофренией болеют около 1 % населения, сахарным диабетом — 5 %, аллергическими заболеваниями — более 10 %, гипертонией — около 30 %.
- Клинический полиморфизм заболеваний варьирует от скрытых субклинических форм до ярко выраженных проявлений.
- Особенности наследования заболеваний не соответствуют менделевским закономерностям.
- Степень проявления болезни зависит от пола и возраста больного, интенсивности работы его эндокринной системы, неблагоприятных факторов внешней и внутренней среды, например, нерационального питания и др.

## Генетическое прогнозирование полигенных болезней
Генетический прогноз при мультифакториальных заболеваниях зависит от следующих факторов:
- чем ниже частота болезни в популяции, тем выше риск для родственников пробанда;
- чем сильнее степень выраженности болезни у пробанда, тем больше риск развития болезни у его родственников;
- риск для родственников пробанда зависит от степени родства с пораженным членом семьи;
- риск для родственников будет выше, если пробанд относится к менее поражаемому полу.

Полигенная природа болезней с наследственной предрасположенностью подтверждается с помощью генеалогического, близнецового и популяционно-статистического методов. Достаточно объективен и чувствителен близнецовый метод. С помощью близнецового метода показана наследственная предрасположенность к некоторым инфекционным заболеваниям (туберкулез, полиомиелит) и многим распространенным болезням (ишемическая болезнь сердца, ревматоидный артрит, сахарный диабет, язвенная болезнь, шизофрения и др.).